# 8. století př. n. l.
Osmé století před naším letopočtem začalo v roce 800 př. n. l. a skončilo v roce 701 př. n. l. Bylo to období největšího rozmachu Novoasyrské říše, jejímž hlavním městem se stalo Ninive. V Egyptě panovala třetí přechodná doba. Na Apeninském poloostrově vzkvétala civilizace Etrusků. Ve střední Evropě končila doba bronzová a začínala doba železná. Na jihoamerickém kontinentu vznikla paracaská kultura.

## Události

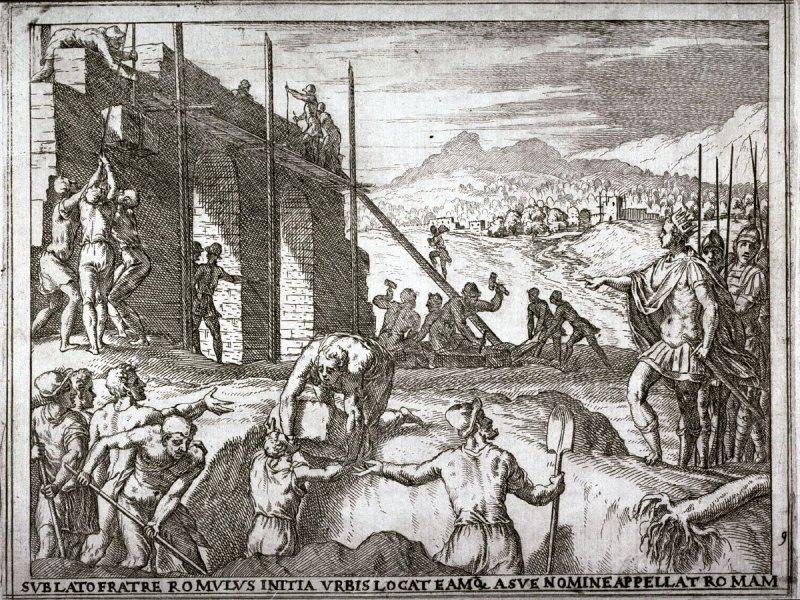
Romulus zakládající Řím

- do osmého století př. n. l. je datován vznik prvních upanišad
- asi působil nejznámější řecký básník Homér
- narodil se druhý nejznámější řecký básník Hésiodos
- 785 př. n. l. zemřel král fénického města Týros, Pygmalion z Týru
- 782 př. n. l. vládce Urartu Argišti I. založil město Erebuni (Jerevan)
- 778 př. n. l. nastoupil po smrti svého otce na trůn v Athénách archón Aischylos
- 8. července 776 př. n. l. se konaly první doložené antické olympijské hry[3]
- 15. června 763 př. n. l. nastalo zatmění Slunce[4]
- 21. dubna 753 př. n. l. podle legendy Romulus založil město Řím
- Ve druhé polovině století probíhala hlavní vlna řecké kolonizace
- 734 nebo 733 př. n. l. založeno město Syrakusy
- 722 př. n. l. dobyli Asyřané Izraelské království
- 724 př. n. l. zemřel poslední Izraelský král Hóšea
- 722 př. n. l. začalo V Číně období Jar a podzimů
- 717 př. n. l. nechal asyrský král Sargon II. položit základy svého sídla Dúr Šarrukín
- 713 př. n. l. prodloužil římský král Numa Pompilius desetiměsíční římský rok o dva měsíce: o XI. měsíc nazvaný Januarius a XII. měsíc – Februarius
- 712 př. n. l. zřídil Numa Popilius funkci nejvyššího kněze, Pontifika maxima
- 706 př. n. l. založili řečtí kolonisté město Tarentum